# Acraea pierrei
Acraea pierrei är en fjärilsart som beskrevs av Berger 1981. Acraea pierrei ingår i släktet Acraea och familjen praktfjärilar. Inga underarter finns listade i Catalogue of Life.